# Hydrovatus jaechi
Hydrovatus jaechi är en skalbaggsart som beskrevs av Olof Biström 1997. Hydrovatus jaechi ingår i släktet Hydrovatus och familjen dykare. Inga underarter finns listade i Catalogue of Life.